# Ач'ютадеварая Тулува
Ач'ютадеварая (*д/н —1542) — магараджахіраджа (цар царів) Віджаянагарської імперії у 1529–1542 роках.

## Життєпис
Походив з династії Тулува. Син Нарасанаякі Тулуви, фактичного правителя за останніх правителів династії Салува. За правління своїх братів Віра Нарасімхи та Крішнадевараї про діяльність Ач'ютадевараї нічого не відомого. Втім перед смертю саме йогму Крішнадеварая заповів трон.
Із самого початку новий магараджахіраджа стикнувся із зазіханням на владу впливового сановника Рамараї, який був зятем Крішнадевараї. На деякий час вдалося приборкати Рамараю.
Окрім цієї боротьби Ач'ютадевараї довелося приборкувати місцевих феодалів, а також боротися проти султанів Біджапура й Голконди.
В перші роки війська Ісмаїл Аділ-шаха, біджапурського султана, скориставшись протистояннямвсередині Віджаянагарської імперії зуміли захопили важливу Райчурську долину. Проте магараджахірадже вдалося розбити Кулі Кутб-шаха, султаната Голконди, та Гуджапаті з Уткали (Орісса), які намагалися захопити долині річки Крішна.
Після цього Ач'ютадеварая рушив на південь, де приборкав наяків Траванкора та Умматури. Це перемога значно підвищила авторитета володаря.
У 1535 році він з успіхом воював проти Біджапура, заявдки чому зумів повернути імперії долину Райчур. Втім у 1540 році при підтримці Біджапурського султанату Рамараї вдався заколот проти Ач'ютадевараї, якого було поміщено під домашній арешт. Замість нього до 1542 року фактично правив Рамарая. Перед смертю Ач'ютадеварая оголосив спадкоємцем свого сина Венкатараю, проте того було вбито. Рамарая оголосив магараджахіраджею Садашівараю, сина Крішнадевараї.